# Белмонт
 Тази статия е за града в Калифорния, САЩ.  За селището в Масачузетс вижте Белмонт (Масачузетс).  
Белмонт (на английски: Belmont) е град в окръг Сан Матео, района на залива на Сан Франциско, щата Калифорния, САЩ.

## География
Общата площ на Белмонт е 11,70 км2 (4,50 мили2).

## Население
Белмонт е с население от 25 123 души. (2000)

## Съседни градове
- Сан Карлос (на юг-югоизток)
- Сан Матео (на север)